# Héctor Astudillo Flores
Héctor Antonio Astudillo Flores (Chilpancingo, Guerrero; 3 de julio de 1958) es un político mexicano. Fue gobernador de Guerrero entre 2015 y 2021. Ha ocupado los cargos de diputado local, presidente municipal de Chilpancingo y senador. Desde el 1 de enero de 2009 hasta el 30 de septiembre de 2012 se desempeñó nuevamente como presidente municipal de Chilpancingo de los Bravo.

## Trayectoria política
Héctor Astudillo es abogado egresado de la Facultad de Estudios Superiores Aragón de la Universidad Nacional Autónoma de México, se ha desempeñado como regidor, funcionario de la Secretaría de Gobierno del estado, Secretario Particular del gobernador José Francisco Ruiz Massieu, Presidente Municipal de Chilpancingo de 1996 a 1999, Diputado y Presidente del Congreso de Guerrero, electo Senador para el periodo 2000 a 2006 en 2005 fue candidato a Gobernador, pero resultó derrotado por el candidato del PRD Zeferino Torreblanca Galindo.
El 29 de junio de 2008, compitió en la elección interna para elegir el candidato a la Presidencia Municipal de Chilpancingo por el Partido Revolucionario Institucional, resultando triunfador sobre su contrincante Heriberto Huicochea Vázquez.

## Elecciones

### Elecciones de 2005
Las elecciones estatales de 2005 para elección de gobernador constitucional se llevaron a cabo el domingo 6 de febrero de 2005, en las cuales Héctor Astudillo Flores fue candidato por la coalición «Todos por Guerrero» conformada por el partido Partido Revolucionario Institucional, el Partido del Trabajo y el Partido Verde Ecologista. Resultando segundo lugar con un total de 450,894 votos, representando el 42.1 del total, siendo ganador el perredista Zeferino Torreblanca Galindo con el 55.1 de los votos.

### Elecciones de 2015
El desarrollo del proceso electoral de 2015 en Guerrero se lleva a cabo en medio de la crisis política causada por la desaparición forzada de 43 "estudiantes" de la Escuela Normal Rural de Ayotzinapa el 26 de septiembre de 2014; entre cuyos efectos estuvo la renuncia al cargo el gobernador constitucional del estado Ángel Aguirre Rivero el 23 de octubre del mismo año.
El presidente nacional del PRI, César Camacho Quiroz, anunció en febrero de 2015 la postulación como candidato de unidad de su partido a la gubernatura, de Héctor Astudillo Flores.
La duración de las campañas fue del 7 de marzo de 2015 al 31 de mayo de 2015 y las votaciones se realizaron el domingo 7 de junio de 2015, resultando ganador Héctor Astudillo y desde el 27 de octubre de 2015 asumió el cargo como Gobernador de Guerrero.

## Gobernador de Guerrero (2015-2021)

### Toma de protesta
Asumiendo el cargo de Gobernador de Guerrero, desde el 27 de octubre de 2015, tomo protesta en el Congreso del Estado de Guerrero, Héctor Astudillo estuvo acompañado de José Antonio Meade Kuribreña,  entonces secretario de Hacienda, y por Enrique Peña Nieto, el entonces Presidente de México y algunos integrantes de su gabinete.

### Política
El 5 de marzo de 2020 Héctor Astudillo Flores se reunió con la secretaria de Gobernación, Olga Sánchez Cordero, con quien dialogó sobre diversos temas de interés para el estado de Guerrero.
Durante 2020 se plantea el programa de fertilizante gratuito, que incluye que la distribución del fertilizante para 2020 sea sin manejo político, y que exista una mejor estrategia para su entrega, a partir de la instalación de mesas regionales para evitar conflictos como los sucedidos en 2019.

### Seguridad
En el 2019, Guerrero fue el octavo lugar con mayor percepción de inseguridad, siendo el 84.7% de la población que se siente insegura, además de ser el sexto estado con mayor tasa de homicidios dolosos con una tasa del 43.9. Sin embargo Acapulco se ha convertido en una de las ciudades más violentas del mundo debido a la tasa de homicidios que se presentan, según datos del Consejo Ciudadano de México para la Seguridad Pública y Justicia Penal (CCSPJP), Acapulco es la segunda ciudad más violenta del mundo en 2018 con 948 homicidios.
En lo que va del 2020, en Acapulco se mantiene la tendencia a la baja durante los primeros 40 días con una disminución de casi el 60 por ciento, en comparación con el mismo periodo del 2019, registrando una disminución del 43.35 por ciento. En tanto, en Zihuatanejo de Azueta se presenta una disminución del 60 por ciento en homicidios dolosos, Acapulco un 59.25, Chilapa de Álvarez un 36.84, y Chilpancingo del 18 en lo que va de los primeros 40 días de este 2020 comparado con 2019.
Guerrero dejó los primeros lugares de criminalidad en el país, al pasar del primero al séptimo sitio en incidencia delictiva, según cifras del Secretariado Ejecutivo del Sistema Nacional de Seguridad Pública (SESNSP). Con la presencia de autoridades civiles y militares, en la sesión matutina diaria, se analizó la incidencia delictiva en la que se mantiene una baja en homicidios en un 55.7% en Acapulco, una disminución del 44% y 31.9% en Chilapa, y se revisaron las acciones para prevenir el delito en Chilpancingo, Taxco e Iguala.

### Infraestructura
Durante el 2019, se gestiona que se concluya el Hospital de Chilapa, el cual se inició durante la gestión de Ángel Aguirre Rivero, el cual se planea sea inaugurado por el presidente.
El Macrotunel de la Escénica Alterna en Acapulco o comúnmente llamado Macrotunel de Acapulco es un túnel que conecta la Zona dorada de Acapulco con la Zona Diamante a través de la escénica alterna, con una longitud de 3300 m por una altura de 9,60 m y un ancho de 13,60 m. El túnel fue construido por la empresa ICA y se inauguró el 3 de julio de 2017.